# Tørveæltning i Ørslev Mose
|  | Denne artikel er oprettet af botten Steenthbot ud fra en ekstern database. Den kan derfor have sproglige fejl eller mangler. Denne skabelon kan fjernes efter kontrol af indholdet. |

Tørveæltning i Ørslev Mose er en dansk dokumentarisk optagelse fra 1928.

## Handling
Ørslev ved Vordingborg 1928.